# Anaphes fabarius
Anaphes fabarius is een vliesvleugelig insect uit de familie Mymaridae. De wetenschappelijke naam is voor het eerst geldig gepubliceerd in 1877 door Camillo Róndani.